# Система Семашка

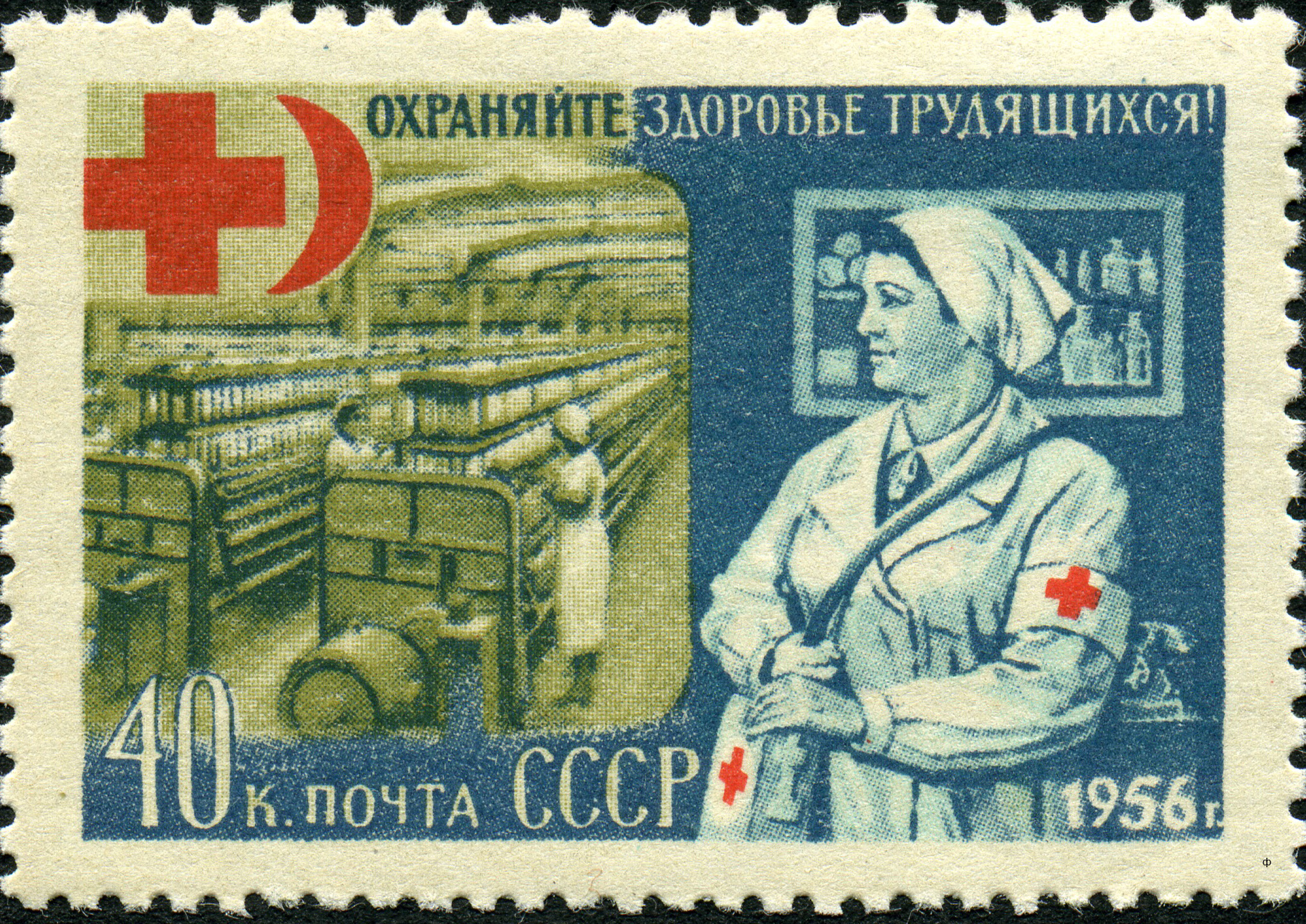
Поштова марка 1956 року, автор — В. Завʼялов

Система Сема́шка — це система обовʼязкового медичного страхування, де медичне обслуговування безкоштовне для всіх. На відміну від моделі Беверіджа, де національна охорона здоров’я фінансується за рахунок спеціального оподаткування населення, у моделі Семашка охорона здоров’я фінансується з державного бюджету .
Більшовики почали налагоджувати загальну систему охорону здоров’я, щойно прийшли до влади наприкінці 1917 року. Система названа на честь Радянського наркома охорони здоров'я Миколи Семашка. Ця модель значною мірою продовжена в РФ, більшості інших пострадянських держав (за винятком: Туркменістану, Киргизстану, країн Балтії, Грузії та України) та деяких інших колишніх радянських державах (таких як Північна Корея та Куба ) , вважається одним із найвпливовіших.

## Особливості

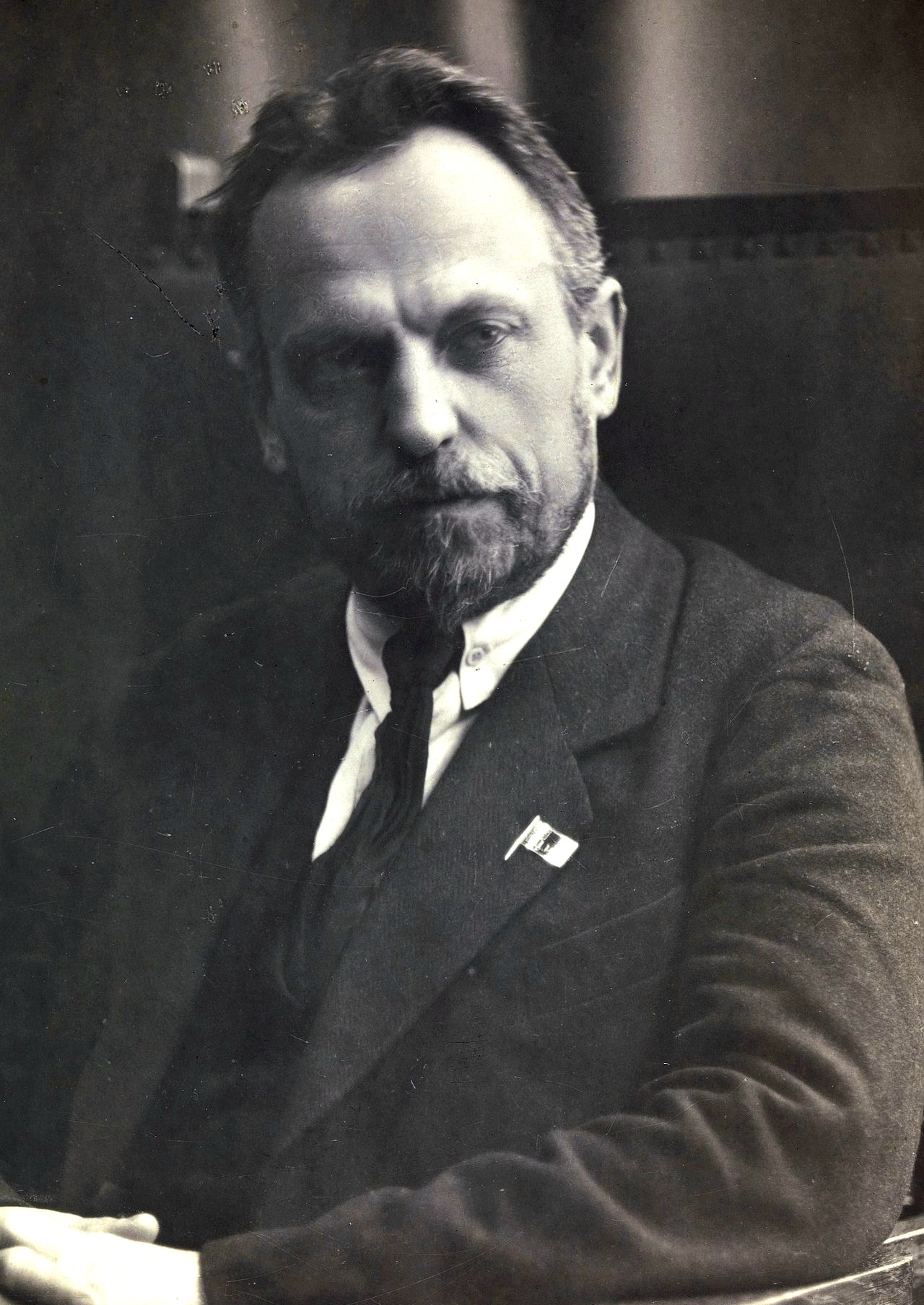
Микола Семашко

У моделі Семашка медичні послуги надаються ієрархією державних установ, підпорядкованих Міністерству охорони здоров’я та фінансуються з державного бюджету. Для громадян країни медичні послуги є безкоштовними та рівноправними, з акцентом на соціальну гігієну та профілактику інфекційних захворювань. Модель включає державні медичні заклади, найманих медичних працівників, великих постачальників первинної медичної допомоги та надзвичайно високий рівень державного управління, що забезпечує універсальне медичне обслуговування. Модель Семашка не дозволяє приватну медичну практику, оскільки всі лікарі в ній є державними. У Радянському Союзі за цією моделлю вся територія країни була поділена на райони, за кожним з яких були закріплені амбулаторні лікарні та дільничні лікарі. Ці лікарі були багатопрофільними, вміли лікувати більшість поширених захворювань, а складніші випадки направляли до обласних лікарень.
Особливістю моделі Семашка є «метод динамічного диспансерного спостереження », який передбачає, що кожен виявлений випадок важкого захворювання повинен піддаватися певному набору рекомендацій, включаючи планування лікувальних заходів, їх документування, забезпечення необхідної кількості контакти з фахівцями, процес моніторингу та індикатори результатів. Такі рекомендації були розроблені пізніше, наприкінці 1960-х років.

## Історія
Модель Семашка виникла після Жовтневого перевороту у 1917 році. У Сполученому Королівстві Закон про національне страхування 1911 року передбачав покриття первинної медичної допомоги (але не спеціалізованої чи лікарняної допомоги) для найманих працівників, охоплюючи приблизно одну третину населення. Російська імперія запровадила подібну систему в 1912 році, і інші промислово розвинені країни почали наслідувати її приклад. Модель Семашка була створена в радянській Росії в 1920 році.  Однак на той момент це не була справді універсальна система, оскільки сільські жителі не були охоплені. Модель суттєво покращила здоров’я населення порівняно з початковою точкою її впровадження наприкінці 1920-х років. Однак ця модель була менш ефективною проти неінфекційних захворювань і як така не змогла покращити здоров’я населення. У 1970-х роках, з появою нових медичних технологій і широким попитом на кращу допомогу, СРСР зробив більший акцент на спеціалізації амбулаторної допомоги, відійшовши від моделі Семашка. При цьому значення дільничного лікаря значно зменшилося.

## Недоліки моделі
В існуючій моделі декларуються безоплатність необмеженого обсягу медичної допомоги, що є недосяжним навіть для країн з дуже високим рівнем економічного розвитку та високою пріоритетністю охорони здоровʼя. Такий підхід розмиває границі між безоплатною та платною медичною допомогою, провокує збільшення фінансового тягаря для населення при отриманні медичної допомоги, збільшує масштаби нерівності як в охороні здоровʼя, так і в здоровʼї різних верств населення.
Закупівлі медичних послуг у системі Семашка фактично не було. Заклади охорони здоров'я утримували за рахунок бюджетних коштів, і обсяг їхнього фінансування фактично визначався характеристиками потужності медичних закладів, що не створює стимулів до інтенсивної роботи.
Традиційним методом оплати медичних послуг у моделі Семашка був метод постатейного кошторису доходів і витрат, який має низку серйозних недоліків: виділення коштів за кошторисом витрат не увʼязується з результатами роботи їх отримувачів, не створює у установ стимулів до більш раціонального використання ресурсів і відтворює витратний тип господарювання, у звʼязку з чим навіть значне збільшення обсягів виділених установам коштів не гарантує підвищення якості виконання державою своїх соціальних зобов'язань.
Традиційно з радянських часів штатні нормативи і, відповідно, штатні розписи ЗОЗ були привʼязані до характеристик потужності медичних закладів (кількості ліжок, відвідувань та ін.), що було потужним стимулом до збереження або навіть розширення існуючих потужностей без урахування реальних потреб населення у видах та обсягах медичної допомоги.
Одним з істотних недоліків системи є хаотичність та некерованість медичних маршрутів пацієнтів, які часто не відповідають тяжкості та перебігу захворювання. Пацієнт може на свій розсуд звернутися до лікаря практично будь-якої спеціальності в поліклі-ніці. Природно, що частина з них помиляється у виборі профілю спеціаліста. Частина пацієнтів самостійно звертається в стаціонарні установи, і деяких з них можуть госпіталізувати навіть при відсутності показань, якщо необхідно заповнити порожні ліжка. Все це призводить до запізнення з наданням адекватної медичної допомоги та неефективного використання обмежених ресурсів галузі.
В рамках моделі Семашка медичні працівники отримують заробітну плату за відпрацьований час, без урахування реальних результатів роботи, що не сприяє їх заінтересованості в поліпшенні показників здоровʼя населення та раціональному використанні ресурсів.